# Reiner Tenente
Reiner Tenente (Minas Gerais, 27 de outubro de 1979) é um ator e cantor brasileiro.

## Biografia
Formado em Artes Cênicas pela UniRio e pós-graduado em Expressão Corporal pela Angel Vianna. Mestrado em teatro na UNIRIO. No exterior, estudou na New York Film Academy e California Institute of Arts. É considerado uma grande revelação no teatro musical brasileiro. Em 2013, fundou o Centro de Estudos e Formação em Teatro Musical (CEFTEM), localizado no Rio de Janeiro.. Desenvolveu um metodo de treinamento para atores de teatro musical chamado de ação física e vocal no teatro musical. Preparou o elenco de Rock in Rio- O musical e Cazuza -o musical utilizando seu próprio método.Dirigiu os musicais "Ordinary Days", onde foi indicado ao prêmio Botequim Cultural, e Só Por Hoje, inspirado em sua mãe.  

### Teatro
- 1990- O Menino do Dedo Verde
- 1996– The Night Thoreau Spent in Jail- EUA
- 2000- As Bruxas Também Amam
- 2001– O Avarento
- 2002- Ubu Rei
- 2003– Guernika, de Fernando Arrabal
- 2003– Um Médico a Força Para um Doente Imaginário
- 2004– Madrasta
- 2005– A Megera Domada
- 2005– Roda Viva
- 2006– Gênesis dos Novos Deuses
- 2006- I Capuleti e I Montecchi
- 2007– A Era dos Festivais
- 2007– Raul Fora da Lei
- 2007- Contarolando
- 2009- Tip e Tap Ratos de Sapato
- 2010- As Incríveis Aventuras da Turma do Oco do Toco [7]
- 2011- Tim Maia - Vale Tudo, O Musical [8]
- 2013- O Grande Circo Mistico
- 2014- Bilac vê estrelas
- 2015- O primeiro musical a gente nunca esquece
- 2015- A árvore que fugiu do quintal
- 2016- A reunificação das duas coréias
- 2017- Cantando na Chuva
- 2018- Musical Popular Brasileiro
- 2024- Tarsila, a Brasileira